# Ủy ban Biên giới quốc gia
Ủy ban Biên giới quốc gia (tiếng Anh: National Border Committee, viết tắt là NBC) là cơ quan cấp tổng cục, trực thuộc Bộ Ngoại giao, giúp Bộ trưởng Bộ Ngoại giao thực hiện chức năng quản lý nhà nước về biên giới, lãnh thổ quốc gia.
Chủ nhiệm của Ủy ban Biên giới quốc gia là Thứ trưởng Bộ Ngoại giao.

## Lịch sử
Ủy ban Biên giới quốc gia được thành lập vào ngày 06/10/1975.
Ủy ban Biên giới quốc gia vinh dự được Đảng, Nhà nước trao tặng Huân chương Hồ Chí Minh và nhiều phần thưởng cao quý khác vì những thành tích đóng góp từ khi được thành lập cho đến nay.

## Chức năng, nhiệm vụ
Theo Quyết định 31/2023/QĐ-TTg  quy định về chức năng, nhiệm vụ, quyền hạn và cơ cấu tổ chức của Ủy ban Biên giới quốc gia trực thuộc Bộ Ngoại giao do Thủ tướng Chính phủ ban hành, thì chức năng, nhiệm vụ của Ủy ban Biên giới quốc gia được quy định bao gồm:
1. Ủy ban Biên giới quốc gia tham mưu giúp Bộ trưởng Bộ Ngoại giao trình Chính phủ, Thủ tướng Chính phủ và các cơ quan có thẩm quyền:
- Dự án luật, dự thảo nghị quyết của Quốc hội; dự án pháp lệnh, dự thảo nghị quyết của Ủy ban Thường vụ Quốc hội; dự thảo nghị định, nghị quyết của Chính phủ; dự thảo quyết định, chỉ thị của Thủ tướng Chính phủ về công tác biên giới, lãnh thổ quốc gia;
- Dự thảo điều ước quốc tế về hoạch định, phân giới cắm mốc biên giới quốc gia trên đất liền; phân định biển và điều ước quốc tế về biên giới quốc gia, cửa khẩu biên giới giữa Việt Nam với các nước;
- Các phương án hoạch định biên giới quốc gia, xác định ranh giới vùng trời và các vùng biển của Việt Nam với các nước láng giềng; xác định phạm vi chủ quyền, quyền chủ quyền và quyền tài phán của Việt Nam trên đất liền, vùng trời, các vùng biển, hải đảo của Việt Nam;
- Chiến lược, chương trình mục tiêu quốc gia, chương trình hành động, đề án, dự án quan trọng về công tác biên giới, lãnh thổ quốc gia hoặc liên quan đến biên giới, lãnh thổ quốc gia.
2. Ủy ban Biên giới quốc gia trình Bộ trưởng Bộ Ngoại giao xem xét, quyết định:
- Dự thảo thông tư và các văn bản khác về công tác biên giới, lãnh thổ quốc gia;
- Kế hoạch dài hạn, trung hạn, hằng năm về công tác biên giới, lãnh thổ quốc gia.
3. Tổ chức thực hiện chính sách, pháp luật, chiến lược, kế hoạch, chương trình, đề án, dự án về công tác biên giới, lãnh thổ quốc gia sau khi được cấp có thẩm quyền ban hành hoặc phê duyệt.
4. Hướng dẫn chuyên môn, nghiệp vụ công tác quản lý nhà nước về biên giới, lãnh thổ theo thẩm quyền.
5. Tổ chức thực hiện công tác thông tin tuyên truyền, phổ biến chủ trương, chính sách của Đảng, pháp luật của Nhà nước về biên giới, lãnh thổ quốc gia; điều ước quốc tế, văn kiện pháp lý biên giới mà Việt Nam ký kết, tham gia.
6. Nghiên cứu, đề xuất chủ trương ký kết và tổ chức thực hiện các điều ước quốc tế về biên giới, lãnh thổ, các điều ước quốc tế về biên giới quốc gia, cửa khẩu biên giới giữa Việt Nam với các nước.
7. Tham mưu, đề xuất và tổ chức đàm phán giải quyết các vấn đề biên giới, lãnh thổ với các nước liên quan.
8. Chỉ đạo, hướng dẫn, tổ chức thực hiện, kiểm tra việc phân giới, cắm mốc quốc giới trên cơ sở các điều ước quốc tế về biên giới được ký kết giữa Việt Nam với các nước láng giềng.
9. Tổng hợp, đánh giá tình hình công tác quản lý biên giới, lãnh thổ quốc gia trên đất liền, các vùng biển, hải đảo, vùng trời của Việt Nam; dự báo, đề xuất chủ trương, chính sách và các biện pháp quản lý thích hợp báo cáo Chính phủ theo quy định.
10. Giúp Bộ trưởng Bộ Ngoại giao chủ trì, phối hợp với các bộ, cơ quan ngang bộ, cơ quan có liên quan và các địa phương thực hiện kiểm tra, theo dõi, tổng hợp tình hình và giải quyết tranh chấp pháp lý về biên giới, lãnh thổ; đấu tranh chính trị, ngoại giao, pháp lý, dư luận bảo vệ biên giới, toàn vẹn lãnh thổ, chủ quyền, quyền chủ quyền, quyền tài phán và lợi ích hợp pháp của Việt Nam ở các khu vực biên giới trên đất liền, các vùng biển, hải đảo, vùng trời, của Việt Nam và các quyền, lợi ích hợp pháp khác của Việt Nam tại các vùng biển, vùng trời quốc tế.
11. Xây dựng, đề xuất chủ trương, quan điểm của Việt Nam tại các diễn đàn quốc tế liên quan đến biên giới lãnh thổ; đề xuất chủ trương và xây dựng đề án, hồ sơ pháp lý để phục vụ cho việc giải quyết tranh chấp về biên giới, lãnh thổ trước các cơ quan tài phán quốc tế; thu thập, củng cố tài liệu, chứng cứ làm cơ sở pháp lý, cơ sở thực tiễn khẳng định chủ quyền biên giới, lãnh thổ.
12. Thực hiện hợp tác quốc tế liên quan đến biên giới, lãnh thổ quốc gia theo quy định của pháp luật; đối thoại về các vấn đề liên quan đến biên giới, lãnh thổ với các nước liên quan và các đối tác khác; chủ trì, phối hợp quản lý việc tổ chức các hội nghị, hội thảo quốc tế về biên giới, lãnh thổ tại Việt Nam.
13. Tham mưu, đề xuất xây dựng, triển khai chủ trương, chính sách, chiến lược, quy hoạch, phát triển hệ thống cửa khẩu biên giới đất liền trên toàn quốc; tham mưu cho Chính phủ về chủ trương mở, nâng cấp cửa khẩu biên giới trên đất liền và các biện pháp cần triển khai để bảo vệ sự ổn định, rõ ràng của đường biên giới, mốc quốc giới.
14. Xử lý hoặc hướng dẫn xử lý đối với các vấn đề phát sinh trong hoạt động của các bộ, cơ quan ngang bộ, cơ quan liên quan và các địa phương liên quan đến chủ quyền, quyền chủ quyền, quyền tài phán và lợi ích quốc gia trên đất liền, các vùng biển, hải đảo, vùng trời, của Việt Nam và các quyền, lợi ích hợp pháp khác của Việt Nam tại các vùng biển, vùng trời quốc tế.
15. Giúp Bộ trưởng Bộ Ngoại giao chủ trì, phối hợp với các bộ, cơ quan ngang bộ, cơ quan liên quan và các địa phương xây dựng hệ thống cơ sở dữ liệu quốc gia về biên giới, lãnh thổ.
16. Thẩm định các bản đồ và ấn phẩm có liên quan đến đường biên giới quốc gia, vùng trời, các vùng biển, các đảo và các quần đảo của Việt Nam trước khi xuất bản, phát hành.
17. Thực hiện các nhiệm vụ về cải cách hành chính, chuyển đổi số, ứng dụng công nghệ phát triển Chính phủ điện tử, Chính phủ số, bảo mật và an toàn thông tin theo các chương trình, kế hoạch của Bộ Ngoại giao và theo quy định của pháp luật.
18. Quản lý tổ chức bộ máy, biên chế, vị trí việc làm; thực hiện chế độ tiền lương và các chế độ, chính sách đãi ngộ, đào tạo, bồi dưỡng, thi đua, khen thưởng, kỷ luật và các chế độ, chính sách khác đối với công chức, người lao động thuộc phạm vi quản lý của Ủy ban theo quy định của pháp luật và phân cấp của Bộ trưởng Bộ Ngoại giao.
19. Quản lý tài chính, tài sản được giao và tổ chức thực hiện ngân sách nhà nước được phân bổ theo quy định của pháp luật.
20. Phối hợp với Thanh tra Bộ thanh tra, kiểm tra việc thực hiện các quy định của pháp luật trong lĩnh vực biên giới, lãnh thổ, thuộc phạm vi quản lý nhà nước của Bộ Ngoại giao; tổ chức tiếp công dân, giải quyết khiếu nại, tố cáo; phòng, chống tham nhũng, tiêu cực theo quy định của pháp luật.
21. Thực hiện các nhiệm vụ, quyền hạn khác theo sự phân công hoặc ủy quyền của Bộ trưởng Bộ Ngoại giao và theo quy định của pháp luật.

## Lãnh đạo hiện nay
Ủy ban Biên giới quốc gia có Chủ nhiệm và không quá 04 Phó Chủ nhiệm.
Theo quy định thì Bộ trưởng Bộ Ngoại giao phân công một Thứ trưởng làm Chủ nhiệm Ủy ban Biên giới quốc gia.
Hiện nay, Chủ nhiệm Ủy ban Biên giới quốc gia là ông Nguyễn Minh Vũ, Thứ trưởng Bộ Ngoại giao.
Phó Chủ nhiệm Ủy ban Biên giới quốc gia là ông Thái Xuân Dũng, nguyên Đại sứ Việt Nam tại Cộng hòa Czech.

## Cơ cấu tổ chức
Hiện nay, cơ cấu tổ chức của Ủy ban Biên giới quốc gia bao gồm 03 Vụ và Văn phòng, cụ thể:
- Vụ Biên giới đất liền.
- Vụ Biển.
- Vụ Chính sách, Pháp lý và Thông tin.
- Văn phòng.